# Violencia simbólica
Violencia simbólica es un concepto acuñado por el sociólogo francés Pierre Bourdieu. En las ciencias sociales se utiliza para describir una relación social asimétrica donde el "dominador" ejerce violencia indirecta y no físicamente directa en contra de los "dominados", los cuales no la distinguen claramente o son inconscientes de dichas prácticas en su contra, por lo cual son "cómplices de la dominación a la que están sometidos" (Bourdieu, 1994).

## Poder y violencia simbólica
Las prácticas de la violencia simbólica son parte de estrategias construidas socialmente en el contexto de esquemas asimétricos de poder, caracterizados por la reproducción de los roles sociales, estatus, género, posición social, categorías cognitivas, representación evidente de poder y/o estructuras mentales, puestas en juego cada una o bien todas simultáneamente en su conjunto, como parte de una reproducción encubierta y sistemática.
La violencia simbólica se caracteriza por ser una violencia invisible, soterrada, subyacente, implícita o subterránea, la cual esconde la matriz basal de las relaciones de fuerza que están bajo la relación en la cual se configura. Haciendo alusión a Michel Foucault, «el poder está en todas partes». Solo debemos "hacer visible lo invisible".

### Creación del concepto por Bourdieu
Este concepto creado por Bourdieu, paralelamente a lo que Antonio Gramsci denominaba hegemonía cultural, y posteriormente clave en su obra teórica, viene formulado en sus estudios sobre la sociedad de la Cabilia (en La dominación masculina) y el sistema educativo francés (en Los herederos: los estudiantes y la cultura). Estas dos investigaciones proporcionan los dos ejemplos clásicos de violencia simbólica que el sociólogo propone: la imposición arbitraria de un arbitrio cultural y la reproducción del dominio masculino sobre las mujeres mediante la naturalización de las diferencias entre géneros.
La violencia simbólica está estrechamente ligada a otros conceptos de Bourdieu como: 
- Habitus: el proceso a través del cual se desarrolla la reproducción cultural y la naturalización de determinados comportamientos y valores.
- Incorporación: el proceso por el que las relaciones simbólicas repercuten en efectos directos sobre el cuerpo de los sujetos sociales.

Bourdieu nos habla de cómo naturalizamos e interiorizamos las relaciones de poder, convirtiéndolas así en evidentes e incuestionables, incluso para los sometidos. De esta manera aparece lo que Bourdieu llama violencia simbólica, la cual no solo está socialmente construida, sino que también nos determina los límites dentro de los cuales es posible percibir y pensar.
Debemos tener en cuenta que el poder simbólico solo se ejerce con la colaboración de quienes lo padecen, porque contribuyen a establecerlo como tal. Según Foucault, no podemos hablar de relación de poder sin que exista una posibilidad de resistencia. El subordinado no puede ser reducido a una total pasividad sino que tiene la opción de buscar otras formas de responder al poder tanto individuales como colectivas.
Como advierte Bourdieu (1999), la violencia simbólica no es menos importante, real y efectiva que una violencia activa ya que no se trata de una violencia “espiritual” sino que también posee efectos reales sobre la persona.
Para identificar la violencia simbólica lo primero es identificar que este tipo de violencia se ejerce a través de la publicidad, las letras de canciones, del refranero y de los dichos populares, juegos de video, novelas, revistas o caricaturas.

## Violencia simbólica y estigma de peso
En el ámbito de la salud y la imagen corporal, la violencia simbólica ha sido utilizada para analizar cómo los ideales estéticos operan como mecanismos de control social. Esta forma de violencia se manifiesta no solo a través de discursos explícitos, sino mediante la imposición de normas corporales que se presentan como deseables, saludables o naturales. Desde una perspectiva de género, se ha argumentado que el estigma de peso puede entenderse como una forma de violencia simbólica estructural, que penaliza a los cuerpos que se desvían del ideal delgado hegemónico. Según el informe del Instituto de las Mujeres (Calado, 2024), este estigma se ejerce de manera transversal a través de los medios, el sistema educativo y los discursos biomédicos, generando consecuencias graves en la salud física y mental, especialmente en mujeres jóvenes. El documento señala que esta violencia simbólica no es fácilmente visible ni reconocida, ya que actúa mediante la interiorización de normas estéticas que inducen culpa, vergüenza o prácticas de autocorrección corporal, como dietas extremas o intervenciones estéticas. Asimismo, se critica el uso del discurso médico como forma de legitimación del estigma, encubierto bajo preocupaciones por la salud pública.
Calado, M. (2024). Mujeres jóvenes y trastornos de la conducta alimentaria: impacto de los roles y estereotipos de género. Madrid: Instituto de las Mujeres.